# H2O - Adaugă Apă (Coloana Sonoră)
H2O: Just Add Water: The Soundtrack este un album al cântăreței australiene Kate Alexa, ce conține coloana sonoră a filmului serial H2O - Adaugă apă.
A fost realizat în ianuarie 2008, iar în România se va putea găsi începând cu toamna lui 2009. Un al doilea album "H2O" ar putea fi realizat în 2010, de către Alexa.
Majoritatea melodiilor sunt compuse de Alexa,Egilizi și Musumeci,dar Somebody Out There (de pe primul album al solistei) este compus de Alexa,Jim Marr și Wendy Page,iar No Ordinary Girl (original - Ellie Henderson) este compus de Shelly Rosenberg.

## Cântece
| Nr. episod | Nume               | Traducere             | Compozitor            |
| ---------- | ------------------ | --------------------- | --------------------- |
| 1.         | Where We Belong    | Unde Ar Trebui să fim | Alexa,Musumeci,Egizii |
| 2.         | Another Now        | Un alt "Acum"         | Alexa,Musumeci,Egizii |
| 3.         | Way To The Top     | Calea spre Vârf       | Alexa,Musumeci,Egizii |
| 8.         | Another Now        | Un alt "Acum"         | Alexa,Musumeci,Egizii |
| 8.         | We are Togheter    | Suntem Împreună       | Alexa,Musumeci,Egizii |
| 11.        | I Let Go           | O las să Plece        | Alexa,Marr,Page       |
| 14.        | I Won't Walk Away  | Nu Voi Pleca          | Alexa,Egizii,Musumeci |
| 16.        | Somebody Out There | Cineva Acolo          | Alexa,Marr,Page       |
| 16.        | Way To The Top     | Calea spre Vârf       | Alexa,Musumeci,Egizii |
| 18.        | Another Now        | Un alt "Acum"         | Alexa,Musumeci,Egizii |
| 18.        | Nobody Knows       | Nimeni nu știe        | Alexa,Musumeci,Egizii |
| 22.        | Way To The Top     | Calea spre Vârf       | Alexa,Musumeci,Egizii |
| 24.        | Tonight            | Diseară               | Alexa,Musumeci,Egizii |
| 26.        | You're Everything  | Tu ești Totul         | Alexa,Musumeci,Egizii |

### Melodii nedifuzate
Următoarele cântece nu au fost difuzate,dar sunt pe album:

#### No Ordinary Girl
No Ordinary Girl (română :"O fată neobișnuită") este tema muzicală și principalul cântec din serial.Totuși, nu a fost difuzat în niciun episod.
- Compozitor: Shelly Rosenberg
- Interpret: 
  - Ellie Henderson (Primul Sezon)
  - Kate Alexa (Principal)
  - Indiana Evans - ca Bella Roberts (Versiunea Acustică;sezonul 3)
- Durată:
  - 2:28 (original)
  - 3:12 (Kate Alexa)
  - 3:40 (Acustică)

#### Altele
- Help Me Find My Way (Alexa,Musumeci,Egizii) 
  - Cântată original în episodul 25 "Sea Changes",dar scena a fost tăiată.
  - Durată: 4:12
  - Traducera: Ajută-ma Să-mi Găsesc Drumul
- Falling Out (Alexa,Musumeci,Egizii)
  - Durată: 3:35
  - Traducerea: Căzând
- Waiting Here (Alexa,Musumeci,Egizii)
  - Durată: 3:48
  - Traducerea: Voi Aștepta